# Elin Kristiansen
Elin Synnøve Kristiansen (ur. 9 lipca 1968 w Elverum) – norweska biathlonistka, wielokrotna medalistka mistrzostw świata.

## Kariera
W zawodach Pucharu Świata zadebiutowała 27 lutego 1987 roku w Lahti, zajmując 15. miejsce w sprincie. Tym samym już w debiucie zdobyła pierwsze punkty. Pierwszy raz na podium zawodów pucharowych stanęła 21 stycznia 1988 roku w Anterselvie, wygrywając rywalizację w tej samej konkurencji. Pozostałe miejsca na podium zajęły tam Nadeżda Aleksiewa z Bułgarii i Francuzka Marie-Pierre Baby. W kolejnych startach jeszcze piętnaście razy stawała na podium zawodów tego cyklu, odnosząc kolejne pięć zwycięstw: 11 marca 1988 roku w Oslo, 14 marca 1991 roku w Canmore i 19 marca 1992 roku w Nowosybirsku była najlepsza w biegach indywidualnych, a 2 lutego 1991 roku w Oberhofie i 18 grudnia 1993 roku w Pokljuce wygrywała sprinty. Najlepsze wyniki osiągnęła w sezonie 1987/1988, kiedy zajęła drugie miejsce w klasyfikacji generalnej, za swą rodaczką - Anne Elvebakk. Ponadto w sezonie 1991/1992 była trzecia w klasyfikacji biegu indywidualnego.
Pierwsze medale zdobyła podczas mistrzostw świata w Chamonix w 1988 roku. Wspólnie z Moną Bollerud i 
Anne Elvebakk zdobyła srebrny medal w sztafecie. Dzień później była też druga w biegu indywidualnym, rozdzielając Elvebakk i Wienierą Czernyszową z ZSRR. Następnie srebro wywalczyła w biegu drużynowym na mistrzostwach świata w Feistritz w 1989 roku, startując z Synnøve Thoresen, Anne Elvebakk i Moną Bollerud. Kolejne dwa medale zdobyła na mistrzostwach świata w Oslo/Mińsku/Kontiolahti w 1990 roku. W sprincie była trzecia za Elvebakk i Swietłaną Dawydową z ZSRR. Następnego dnia razem z Grete Ingeborg Nykkelmo i Anne Elvebakk była druga w sztafecie. Srebro w tej konkurencji zdobyła również podczas mistrzostw świata w Lahti w 1991 roku. Ostatni medal zdobyła podczas mistrzostw świata w Anterselvie w 1995 roku, wspólnie z Annette Sikveland, Gunn Margit Andreassen i Ann-Elen Skjelbreid zwyciężając w biegu drużynowym.
W 1992 roku wystartowała na igrzyskach olimpijskich w Albertville, gdzie zajęła 9. miejsce w biegu indywidualnym, 15. w sprincie i 7. w sztafecie. Brała też udział w rozgrywanych w 1994 roku igrzyskach w Lillehammer, zajmując 31. pozycję w biegu indywidualnym, 10. w sprincie i 4. w sztafecie.

## Osiągnięcia

### Igrzyska olimpijskie
| Rok  | Miejscowość | Konkurencje | Konkurencje | Konkurencje | Konkurencje | Konkurencje | Konkurencje | Konkurencje |
| Rok  | Miejscowość | IN          | SP          | PU          | MS          | RL          | MR          | SR          |
| ---- | ----------- | ----------- | ----------- | ----------- | ----------- | ----------- | ----------- | ----------- |
| 1992 | Albertville | 9.          | 15.         | nd.         | nd.         | 7.          | nd.         | –           |
| 1994 | Lillehammer | 31.         | 10.         | nd.         | nd.         | 4.          | nd.         | –           |

### Mistrzostwa świata
| Rok  | Miejscowość            | Konkurencje | Konkurencje | Konkurencje | Konkurencje | Konkurencje | Konkurencje | Konkurencje |
| Rok  | Miejscowość            | IN          | SP          | PU          | MS          | RL          | MR          | SR          |
| ---- | ---------------------- | ----------- | ----------- | ----------- | ----------- | ----------- | ----------- | ----------- |
| 1987 | Lahti                  | –           | 15.         | nd.         | nd.         | –           | nd.         | –           |
| 1988 | Chamonix               | 2.          | 11.         | nd.         | nd.         | 2.          | nd.         | –           |
| 1989 | Feistritz              | 23.         | 13.         | nd.         | nd.         | 5.          | nd.         | –           |
| 1990 | Oslo/Mińsk/Kontiolahti | 5.          | 3.          | nd.         | nd.         | 2.          | nd.         | –           |
| 1991 | Lahti                  | 7.          | 11.         | nd.         | nd.         | 2.          | nd.         | –           |
| 1995 | Anterselva             | 35.         | 47.         | nd.         | nd.         | –           | nd.         | –           |

### Puchar Świata

#### Miejsca w klasyfikacji generalnej
| Sezon     | Miejsce |
| --------- | ------- |
| 1986/1987 | 31.     |
| 1987/1988 | 2.      |
| 1988/1989 | 7.      |
| 1989/1990 | 16.     |
| 1990/1991 | 7.      |
| 1991/1992 | 9.      |
| 1992/1993 | 32.     |
| 1993/1994 | 13.     |
| 1994/1995 | 11.     |

#### Miejsca na podium w zawodach chronologicznie
| Lp. | Dzień       | Rok  | Miejscowość | Konkurencja                | Lokata | Pudła   | Czas biegu | Strata  | Zwycięzca              |
| --- | ----------- | ---- | ----------- | -------------------------- | ------ | ------- | ---------- | ------- | ---------------------- |
| 1.  | 21 stycznia | 1988 | Anterselva  | Sprint na 7,5 km           | 1.     | 0+1     | 20:23,3    | –       | –                      |
| 2.  | 20 lutego   | 1988 | Chamonix    | Bieg indywidualny na 15 km | 2.     | 0+1+0   | 36:53,0    | +42,3   | Anne Elvebakk          |
| 3.  | 11 marca    | 1988 | Oslo        | Bieg indywidualny na 15 km | 1.     | 0+0+0   | 33:21,5    | –       | –                      |
| 4.  | 13 marca    | 1988 | Oslo        | Sprint na 7,5 km           | 3.     | 0+1     | 18:42,4    | +37,9   | Mona Bollerud          |
| 5.  | 18 marca    | 1988 | Jyväskylä   | Bieg indywidualny na 15 km | 2.     | 0+1+0   | 36:16,3    | +27,9   | Marija Manołowa        |
| 6.  | 21 stycznia | 1989 | Borowec     | Sprint na 7,5 km           | 3.     | 1+0     | 25:08,1    | +36,5   | Jelena Gołowina        |
| 7.  | 16 marca    | 1989 | Steinkjer   | Bieg indywidualny na 15 km | 3.     | 0+0+1+1 | 54:07,0    | +53,0   | Martina Stede          |
| 8.  | 10 marca    | 1990 | Oslo        | Sprint na 7,5 km           | 3.     | 1+0     | 27:12,8    | +32,1   | Anne Elvebakk          |
| 9.  | 2 lutego    | 1991 | Oberhof     | Sprint na 7,5 km           | 1.     | 0+0     | 24:31,8    | –       | –                      |
| 10. | 14 marca    | 1991 | Canmore     | Bieg indywidualny na 15 km | 1.     | ?       | ?          | –       | –                      |
| 11. | 16 marca    | 1991 | Canmore     | Sprint na 7,5 km           | 3.     | 0+2     | 23:06,1    | +45,0   | Myriam Bédard          |
| 12. | 19 grudnia  | 1991 | Hochfilzen  | Bieg indywidualny na 15 km | 3.     | 0+2+0+0 | 58:56,9    | +1:41,1 | Anne Elvebakk          |
| 13. | 21 grudnia  | 1991 | Hochfilzen  | Sprint na 7,5 km           | 3.     | 0+1     | 27:26,6    | +39,7   | Antje Harvey           |
| 14. | 19 marca    | 1992 | Nowosybirsk | Bieg indywidualny na 15 km | 1.     | 0+0+0+0 | 54:05,7    | –       | –                      |
| 15. | 18 grudnia  | 1993 | Pokljuka    | Sprint na 7,5 km           | 1.     | 0+0     | 26:22,6    | –       | –                      |
| 16. | 10 grudnia  | 1994 | Bad Gastein | Sprint na 7,5 km           | 2.     | 0+0     | 30:55,6    | +3,8    | Hildegunn Mikkelsplass |